# Ashleigh Ross
Ashleigh Ross (* 7. Oktober 1999 in Sydney, Australien, auch bekannt als Ashi Ross) ist eine australische Schauspielerin, Tänzerin und Model.

## Leben und Karriere
Ross wurde am 7. Oktober 1999 in Sydney geboren. In ihrer Kindheit lernte sie Tanzen, begeisterte sie sich aber auch für das Modeln und Schauspielern. Die Zeitschrift Parents veröffentlichte ein Foto der Fünfjährigen. Als sie neun Jahre alt war, wurde sie als May in der ABC-Miniserie My Place besetzt. Mit zehn Jahren trat sie in Spireted auf. Außerdem bekam sie eine Rolle in Dance Academy. Unter anderem spielte sie in den Theaterstücken Mary Poppins und Chitty Chitty Bang Bang die Hauptrolle. Seit 2020 spielt sie in der Serie The Gamers 2037.

## Filmografie (Auswahl)
- 2018: Back of the Net
- 2019: Ritual (Kurzfilm)
- seit 2020: The Gamers 2037
- 2022: The Red Shoes: Next Step

## Auszeichnungen

### Gewonnen
- 2011: „BroadwayWorld Australia Awards“ in der Kategorie „Best Younger Actress“ (under 25) für Mary Poppins[4]

### Nominiert
- 2017: „Nickelodeon Kids’ Choice Awards“ in der Kategorie „Favourite #Famous“[5][6]